# لايكيون سيكيا
```
لايكيون سيكيا بودا
 
(
بالبورمية
: 
လေးကျွန်းစင်္ကြ
)‏
 هو تمثال لـ 
غوتاما بودا
 في مونيوا، 
ميانمار
. صُنّف في عام 2018 على أنه ثالث أطول تمثال في العالم، حيث يصل طوله إلى 
116 متر (381
 
قدم)
.
[
1
]
 وهو أطول تمثال واقف لبودا في العالم.
[
2
]
```

## تفاصيل
تمثال لايكيون سيكيا المخصص لمؤسس الديانة البوذية غوتاما بودا، يقف على قاعدة على شكل عرش بارتفاع 13.5 متر (44 قدم)، يقع التمثال في قرية خاتاكان توانج، قرب مدينة مونيوا، ميانمار. بدأ البناء في عام 1996 واكتمل في 21 فبراير 2008. البناء مطلي باللون الأصفر، وهو رمز للحكمة في البوذية.
تم بناء التمثال كاملاً بتبرعات السكان المحليين، وهو ما يفسر المدة الطويلة التي استغرقها البناء.